# Академический проект (издательство, Москва)
Не путать с одноименным петербургским издательством
Академи́ческий прое́кт — российское книжное издательство (литературно-издательское агентство), основанное в 1997 году. Издаёт классические и современные тексты по философии, психологии, социологии, культурологии и филологии, выпускает учебники и учебные пособия для высшей школы. Ассортимент издательства насчитывает около 600 наименований. Ежемесячно издаётся до 20 наименований книг тиражом от 3 до 15 тысяч экземпляров. Одно из ведущих в России издательств по выпуску учебной литературы.

## Направление деятельности
Главное направление деятельности издательства — переиздание философских работ. В рамках серии «Философские технологии» выпускается как классическая (например, Аристотель, Спиноза, Кант, Гегель, Маркс, Ницше), так и современная философия (структуралисты, постструктуралисты и феноменологи: Ролан Барт, Жан Бодрийяр, Эдмунд Гуссерль, Жак Деррида, Жиль Делёз, Имре Лакатос, Поль Рикёр, Мартин Хайдеггер и другие). С 2010 года издаются современные русские философы, социологи и культурологи: А. Ф. Лосев, Ф. И. Гиренок, Я. С. Друскин, А. Г. Дугин, К. А. Свасьян, В. В. Соколов, В. Ф. Чеснокова и другие. По другим гуманитарным дисциплинам издательство «Академический проект» также издает в основном классические произведения: психологи Зигмунд Фрейд, Карл Густав Юнг, Жан Пиаже, Эрик Берн, Мелани Кляйн, Сьюзан Айзекс, Джоан Райвери, Паул Хайманн; социологи Маршалл Маклюэн, Освальд Шпенглер и Мануэль Саркисянц, религиовед Мирча Элиаде, религиозный деятель Шри Ауробиндо и т. д.
Второе направление деятельности издательства — выпуск литературы для высшей школы как по гуманитарным, так и по естественным наукам. Издательские программы «Академического проекта» составлены при участии ведущих учёных РАН, МГУ, РЭА и других.
Также издавались произведения Д. И. Хармса.
В 2006 году издательством был выпущен энциклопедический словарь «Религиоведение», вышедший при участии известных российских религиоведов (в частности И. Я. Кантеров, Ф. Г. Овсиенко, З. А. Тажуризина) под титульной редакцией Е. С. Элбакян, А. П. Забияко, А. Н. Красникова и научной редакцией заслуженного работника культуры СССР Тамары Трифоновой. Презентация прошла в рамках XIX Московской Международной книжной ярмарки во Всероссийском Выставочном центре в Москве.

## Отзывы

### Положительные
В 2006 году историк русской литературы, филолог А. М. Песков отмечал, что «публикации филологических и исторических монографий и статей в научных сборниках и справочниках, выходящих» наряду с другими издательствами в Академическом проекте «не просто отличаются высоким профессиональным уровнем, но составляют сегодня основу отечественных гуманитарных дисциплин».

### Критические
В 2006 году археолог, культур-антрополог, филолог, историк науки Л. С. Клейн в статье в газете «Троицкий вариант» выступил с критикой издательства. Причиной стало предложение издательством гонорара за монографию Клейна «История антропологических учений», который он определил, как «меньше месячного заработка продавца в магазине» и попытка включения в договор с выплатой той же суммы гонорара бессрочных прав на издание книги на иностранных языках. А также самовольное использование в 2006 году именного гранта Клейна (№ 23 гриф «Альма Матер», на 45 уч.-изд. листов, 3000 экз.)  для заказа книги с тем же названием другому автору — Эльне Александровне Орловой. Клейн посчитал не имеющим смысла обвинять Э. А. Орлову и издательство в плагиате, но отметил, что «формулировка названия «История антропологических учений» никогда и никем не применялась. Это была моя формулировка, и она выхвачена у меня из рук и использована в названии совершенно другой книги перед выходом моей. Расторопно, но некрасиво». В заключении Клейн выступил с пожеланием издательству «быть более академичным в обращении с авторами» и высказал мнение, что «Шустрыми стоит быть в издании книг, а не в выхватывании у авторов того, что плохо лежит».